# Cantonul Rodez-Nord
Cantonul Rodez-Nord este un canton din arondismentul Rodez, departamentul Aveyron, regiunea Midi-Pyrénées, Franța.

## Comune
- Onet-le-Château
- Rodez (parțial, reședință)
- Sébazac-Concourès